# 제리 맥케이브
제리 맥케이브(Jerry McCabe)는 아일랜드 공화국의 경비대인 평화의 수호자들(Garda Siochana)의 단원이다. 그는 1996년 6월 7일 리머릭의 아데어에서 우체국을 약탈하던 아일랜드 공화국군 단원에게 살해되었다.
이 살인 사건은 IRA의 지도 세력인 신페인당의 수뇌부로부터 강한 비난을 받았으나, 후에 신페인당은 맥케이브를 살해한 단원의 조기석방을 정치적 압력을 넣어 성 금요일 평화협정 기간 동안 이끌어냈다.